# Kebonbaru
Kebonbaru is een bestuurslaag in het regentschap Kota Cirebon van de provincie West-Java, Indonesië. Kebonbaru telt 8125 inwoners (volkstelling 2010).